# فرانك بورتر غراهام
فرانك بورتر غراهام (بالإنجليزية: Frank Porter Graham)‏ هو بروفيسور ومحامي ومؤرخ وسياسي أمريكي، ولد في 14 أكتوبر 1886 في فاييتفيل في الولايات المتحدة، وتوفي في 16 فبراير 1972 في تشابل هيل في الولايات المتحدة. حزبياً، نشط في الحزب الديمقراطي.

## مناصب
- انتخب عضو  [لغات أخرى]‏ National Defense Mediation Board [الإنجليزية]‏.
- انتخب دبلوماسي.
- انتخب مستشار [الإنجليزية]‏ وزير الخارجية الأمريكي ( – 1948).
- انتخب رئيس [الإنجليزية]‏ جامعة ولاية كارولينا الشمالية في تشابل هيل (1930 – 1932).
- انتخب رئيس [الإنجليزية]‏ جامعة نورث كارولاينا (1932 – 1949).
- انتخب عضو مجلس الشيوخ الأمريكي عن دائرة كارولاينا الشمالية (29 مارس 1949 – 26 نوفمبر 1950).

## روابط خارجية
- فرانك بورتر غراهام على موقع مونزينجر (الألمانية)